# New Morgan
New Morgan è una borough degli Stati Uniti d'America, nella contea di Berks nello Stato della Pennsylvania. Secondo il censimento del 2000 la popolazione è di 35 abitanti.

## Società

### Evoluzione demografica
La composizione etnica vede una maggioranza di quella bianca (82.86%), seguita da quella afroamericana ( 5,71%) dati del 2000.
| borough di New Morgan Popolazione |     |
| 2000                              | 35  |
| Stima al 2009                     | 114 |